# Нова Бжуза
Нова Бжуза (пол. Nowa Brzuza) — село в Польщі, у гміні Борове Ґарволінського повіту Мазовецького воєводства.
Населення — 224 особи (2011).
У 1975-1998 роках село належало до Седлецького воєводства.

## Демографія
Демографічна структура станом на 31 березня 2011 року:
|          | Загалом | Допрацездатний вік | Працездатний вік | Постпрацездатний вік |
| -------- | ------- | ------------------ | ---------------- | -------------------- |
| Чоловіки | 117     | 35                 | 68               | 14                   |
| Жінки    | 107     | 23                 | 54               | 30                   |
| Разом    | 224     | 58                 | 122              | 44                   |